# Igrzyska Azjatyckie 1954
II Igrzyska Azjatyckie odbywały się od 1 do 9 maja 1954 roku w stolicy Filipin, Manili. Zawody te odbywały się na Rizal Memorial Stadium w dzielnicy Malate. W imprezie brało udział 19 ekip:
- Afganistan
- Birma
- Borneo Północne
- Tajwan
- Filipiny
- Hongkong
- Indie
- Indonezja
- Iran
- Izrael
- Japonia
- Protektorat Kambodży
- Korea Południowa
- Nepal
- Pakistan
- Singapur
- Sri Lanka
- Tajlandia
- Wietnam Południowy

## Konkurencje na IA 1954
Nowe konkurencje zaznaczono pogrubioną czcionką.
- Lekkoatletyka
- Koszykówka
- Boks
- Piłka nożna
- Strzelectwo
- Pływanie
- Podnoszenie ciężarów
- Zapasy
- Kolarstwo

## Klasyfikacja medalowa
| 1954 Asian Games medal count | 1954 Asian Games medal count | 1954 Asian Games medal count | 1954 Asian Games medal count | 1954 Asian Games medal count | 1954 Asian Games medal count |
| Pozycja                      | Kraj                         |                              |                              |                              | Razem                        |
| ---------------------------- | ---------------------------- | ---------------------------- | ---------------------------- | ---------------------------- | ---------------------------- |
| 1                            | Japonia                      | 38                           | 36                           | 24                           | 98                           |
| 2                            | Filipiny                     | 14                           | 14                           | 17                           | 45                           |
| 3                            | Korea Południowa             | 8                            | 6                            | 5                            | 19                           |
| 4                            | Pakistan                     | 4                            | 5                            | 0                            | 9                            |
| 5                            | Indie                        | 4                            | 4                            | 5                            | 13                           |
| 6                            | Tajwan                       | 2                            | 4                            | 6                            | 12                           |
| 7                            | Birma                        | 2                            | 0                            | 2                            | 4                            |
| 8                            | Izrael                       | 2                            | 0                            | 1                            | 3                            |
| 9                            | Singapur                     | 1                            | 3                            | 4                            | 8                            |
| 10                           | Sri Lanka                    | 0                            | 1                            | 1                            | 2                            |
| 11                           | Indonezja                    | 0                            | 0                            | 3                            | 3                            |
| 12                           | Hongkong                     | 0                            | 0                            | 1                            | 1                            |
| Razem                        | Razem                        | 75                           | 73                           | 69                           | 218                          |